# Zöschingen
Zöschingen är en kommun och ort i Landkreis Dillingen an der Donau i Regierungsbezirk Schwaben i förbundslandet Bayern i Tyskland.

Kommunen ingår i kommunalförbundet Syrgenstein tillsammans med kommunerna Bachhagel och Syrgenstein.